# Drino ruficauda
Drino ruficauda là một loài ruồi trong họ Tachinidae.